# Ecsenius pulcher
Ecsenius pulcher is een straalvinnige vissensoort uit de familie van naakte slijmvissen (Blenniidae). De wetenschappelijke naam van de soort is voor het eerst geldig gepubliceerd in 1887 door Murray als Salarias pulcher. Norman plaatste de soort in het geslacht Ecsenius.